# Сушці
Сушці (хорв. Sušci) — населений пункт у Хорватії, в Сплітсько-Далматинській жупанії у складі громади Дицмо.

## Населення
Населення за даними перепису 2011 року становило 122 осіб.
Динаміка чисельності населення поселення:

## Клімат
Середня річна температура становить 12,56 °C, середня максимальна – 26,67 °C, а середня мінімальна – -1,81 °C. Середня річна кількість опадів – 890 мм.
| Клімат поселення                              | Клімат поселення | Клімат поселення | Клімат поселення | Клімат поселення | Клімат поселення | Клімат поселення | Клімат поселення | Клімат поселення | Клімат поселення | Клімат поселення | Клімат поселення | Клімат поселення | Клімат поселення |
| Показник                                      | Січ.             | Лют.             | Бер.             | Квіт.            | Трав.            | Черв.            | Лип.             | Серп.            | Вер.             | Жовт.            | Лист.            | Груд.            |                  |
| Середній максимум, °C                         | 8,99             | 9,68             | 12,80            | 16,43            | 21,16            | 25,17            | 26,65            | 26,67            | 22,06            | 17,46            | 12,20            | 9,40             |                  |
| Середня температура, °C                       | 3,59             | 4,29             | 7,39             | 11,02            | 15,76            | 19,76            | 22,39            | 22,41            | 17,78            | 13,20            | 7,94             | 5,13             |                  |
| Середній мінімум, °C                          | −1,81            | −1,11            | 2,00             | 5,63             | 10,37            | 14,36            | 18,13            | 18,16            | 13,52            | 8,94             | 3,68             | 0,88             |                  |
| Норма опадів, мм                              | 74               | 65               | 72               | 75               | 63               | 61               | 41               | 54               | 79               | 97               | 113              | 96               |                  |
| Середньомісячна швидкість вітру, м/с          | 2.65             | 2.93             | 3.03             | 2.87             | 2.56             | 2.28             | 2.29             | 2.17             | 2.40             | 2.50             | 2.98             | 3.00             |                  |
| Середньомісячна сонячна радіація, кДж/м²·день | 5463             | 8219             | 11812            | 16267            | 20054            | 22616            | 24153            | 21475            | 15941            | 10397            | 5951             | 4670             |                  |
| --------------------------------------------- | ---------------- | ---------------- | ---------------- | ---------------- | ---------------- | ---------------- | ---------------- | ---------------- | ---------------- | ---------------- | ---------------- | ---------------- | ---------------- |
| Джерело:                                      |                  |                  |                  |                  |                  |                  |                  |                  |                  |                  |                  |                  |                  |